# Hanumanus breviceps
Hanumanus breviceps là một loài bọ cánh cứng trong họ Ptinidae. Loài này được Pic miêu tả khoa học năm 1910.